# Феминистская история
Фемини́стская исто́рия — пересмотр истории с женской точки зрения. Феминистская критика истории исходит из предпосылки, что традиционная историческая наука практически полностью основывается на опыте мужчин, по причине чего исторические работы содержат множество патриархальных установок. Основной поток истории был помещён в сферу публичного, откуда были исключены женщины, поэтому они оказались практически недоступными по самому объекту изучения.
Цель феминистской истории — исследование и освещение женской точки зрения на историю, повторное открытие писательниц, художниц, женщин-философов и т. д., с целью показать значение женщин прошлого.